# Rearranjo de Claisen
O rearranjo de Claisen (não confunfir com a condensação de Claisen) é uma poderosa reação química de formação de ligação carbono-carbono descoberta por Rainer Ludwig Claisen. O aquecimento de éter alil vinil irá iniciar uma rearranjo [3,3]-sigmatrópico resultando um carbonil γ,δ-insaturado.
Descoberto em 1912, o rearranjo de Claisen é o primeiro exemplo registrado de um rearranto [3,3]-sigmatrópico.
Muitas revisões tem sido escritas sobre esta reação orgânica.